# Стоян Мавродиев
Стоян Тодоров Мавродиев е български юрист и финансист.

## Биография
Роден е на 21 октомври 1969 година в Хасково. Завършва право в Софийския университет и финанси в УНСС. Има международни специализации по данъчни консултации и данъчно планиране. В първите си интервюта в средата на 2000-те години, Мавродиев се представя като бивш член на партия ДСБ, правен и данъчен консултант в Price Waterhouse България от 1991 до 1996 година, а след това основател и управляващ съдружник в консултантската фирма United Consulting.
Мавродиев е един от авторите на икономическата програма на партия ГЕРБ и ръководител на екипа, работил върху програмата. През 2009 година е избран като депутат от партията в XLI народно събрание. Заместник-председател на Комисията по икономическата политика, енергетика и туризъм, член на бюджетната комисия и ръководител на делегацията на НС в Парламентарната асамблея на Организацията за сигурност и сътрудничество в Европа. В средата на 2010 година, Мавродиев е сред вносителите на промени в закона за Комисията за финансов надзор, в резултат на които ръководният състав на комисията е сменен преди срока. Самият Мавродиев е избран за председател на комисията. След избирането му БФБ разрешава процедура по най-голямото увеличение на капитала на компания на БФБ в историята на България. Увеличение на капитала е до 6.8 млрд. лв. на компанията на инвеститора от Хонконг Стивън Ло "Кепитъл консепт лимитед" (бивше "Уелкъм холдингс").
През септември 2017 година е избран за директор на Българска банка за развитие (ББР). С трудовото си възнаграждение от 36 211 лева на месец, Мавродиев става известен в този период като най-скъпоплатеният държавен чиновник, получаващ два пъти по-висока заплата от следващия най-високоплатен висш държавен служител – управителят на БНБ с месечно възнаграждение от 15 368 лева.
През април 2020 година, в разгара на пандемията от коронавирус, министър-председателят Бойко Борисов разпорежда да бъдат освободени от длъжност Мавродиев и целият директорски борд на банката, като повод става отпуснат от банката кредит в размер на 75 милиона лева на дружество със скромни приходи, притежавано от фирма за събиране на вземания.
Името на Мавродиев по-рано нашумява във връзка с привличането му като свидетел по съдебното дело срещу Евелин Банев – Брендо, както и във връзка с разпространените в медиите списъци с посетители на шефа на Корпоративна търговска банка, Цветан Василев. Самият Мавродиев твърди, че изнасяната за него информация е тенденциозно поднесена или въобще представлява медийни спекулации. По отношение на освобождаването си от ББР през 2020 година, в свое интервю Мавродиев твърди, че премиерът Борисов е бил заблуден, и обвинява за това Иво Прокопиев, собственик на издателската група Икономедиа – част от която е медията Дневник, публикувала информацията за отпуснатия кредит – както и партия Демократична България, която междувременно е излязла с искане Мавродиев да бъде освободен от длъжност. В отговор, Борисов коментира, че не се чувства подведен, и че Мавродиев е трябвало да съгласува отпуснатия кредит с него.
През 2020 година в друго издание на „Икономедиа“, Капитал, излизат две публикации, в които интереси на Мавродиев са свързани с кипърския предприемач Майкъл Тимвиос и хонконгския инвеститор Стивън Ло. Мавродиев и Тимвиос от своя страна заявяват, че твърденията за тях са неверни и те са независими един от друг, и завеждат три дела за клевета срещу автора на публикациите, тъй като изнесената информация уврежда имиджа им. Делата стават повод Асоциацията на европейските журналисти да поиска от служебния министър на правосъдието Янаки Стоилов обсъждането на мерки, които да защитят журналистите от възможен съдебен тормоз. През годините между Мавродиев и изданията на „Икономедиа“ се водят и други дела. Мавродиев печели през 2019 година едно от общо три заведени дела за клевета срещу издателската група. Асоциацията на европейските журналисти в България определя тази присъда като „саморазправа с журналист“ и отправя искане към Европейската комисия да обърне внимание на случая в рамките на Механизма за сътрудничество и проверка. През същата година Прокопиев пък осъжда Мавродиев за „неистински и позорни твърдения“.
През 2024 г. журналистът от „Капитал“ Росен Босев, осъден през 2019 г. за „клевета“ по жалба на Стоян Мавродиев, печели делото в Европейския съд по правата на човека и България е осъдена, че е нарушила правото му на справедлив съдебен процес, а също и на свобода на изразяване. Съдът намира, че решението на българския съд не е постановено от безпристрастен съдебен състав.